# Milko Bobocov
Milko Bobocov (in bulgaro Милко Бобоцов?; Plovdiv, 30 settembre 1931 – Sofia, 3 aprile 2000) è stato uno scacchista bulgaro.
Nel 1958 vinse a Sofia il Campionato bulgaro.
Nel 1961 diventò il primo scacchista bulgaro ad ottenere il titolo di Grande maestro.
Partecipò a otto Olimpiadi degli scacchi con la Bulgaria dal 1954 al 1972 (quattro volte in prima scacchiera), ottenendo il 60,2 % dei punti. Vinse una medaglia di bronzo individuale in 3a scacchiera alle olimpiadi di Tel Aviv 1964 e una medaglia di bronzo di squadra alle olimpiadi di Lugano 1968.
Il suo miglior risultato è stato il secondo posto, alla pari con Smyslov, Gipslis e Tal', nel fortissimo Memorial Alechin di Mosca nel 1967, dietro a Leonid Štejn ma davanti a Spasskij, Bronštejn, Portisch, Najdorf, Heller, Petrosyan, Gligorić e Keres;
Tra gli altri risultati, il primo posto nei tornei di Varna 1957 e Pécs 1964 e il primo posto ex aequo con Milan Matulović nel Bosna Turnier di Sarajevo 1971.
Alcune partite notevoli:
- Bobocov - Nikolaj Minev, Campionato bulgaro 1959  – Difesa slava D17
- Bent Larsen - Bobocov, Hoogovens 1964  – Apertura Bird A02
- Bobocov - Vladimir Bagirov, Beverwijk 1965  – Inglese simmetrica A35
- Bobocov - Robert Byrne, Olimpiadi L'Avana 1966  – Est indiana var. Saemisch
- Bobocov - Svetozar Gligorić, Mosca 1967  – Est indiana var. Saemisch